# 天王寺学館高等学校
天王寺学館高等学校（てんのうじがっかんこうとうがっこう）は、大阪市平野区にある私立通信制・単位制高等学校である。

## 概要
学校法人天王寺学館が運営している。通信制課程を設置し、校区は大阪府及び奈良県（狭域性）である。通信制課程に通信部と通学部を併設し、通信部では週3回午前中にスクーリング授業を実施している。通学部では午前中に通信部の授業を受講することに加えて、午後には全日制高校に近いシステムで授業をおこなっており、各科目出席日数の3分の2以上を出席していないと単位認定されない。通学部では週3日・4日・5日から生徒の希望に応じて登校日数を選択することができる。通信部と通学部の変更や登校日数の変更などは、入学後に変更が可能となっている。また登校が困難な生徒を対象に、在宅でのメディア視聴で受講できるコースも設定している。
同校では「全日制・定時制・通信制の枠を越えた独自の一校作り」（ウェブサイトより）を目指すとしている。また転校・編入や、中学校時代不登校だった生徒の受け入れも積極的に実施している。入学時期は4月と10月の2回で、2学期制を採用している。
総合学科を設置し、将来の進路希望に応じて多数の教科・科目が開講されている。また芸術分野にも力を入れている。

## 沿革
2002年に阿倍野区松崎町に開校し、天王寺予備校や関西外語専門学校と敷地を共有していた。2010年10月に平野区への移転を実施している。
- 2000年7月 - 設立準備室を設置。
- 2001年5月 - 設置認可を大阪府に申請。同年7月に設置認可が内定。
- 2002年3月22日 - 大阪府から設置認可を正式に受ける。
- 2002年4月1日 - 天王寺学館高等学校として大阪市阿倍野区松崎町に開校。通信制課程を設置。
- 2003年4月1日 - 通信部及び通学部を併設。
- 2010年10月 - 平野区平野北に校舎移転。

## 交通
平野駅 (JR西日本)北出口すぐ。